# Karel Nejedlý (1954)
Karel Nejedlý (* 18. června 1954 Praha) je autorem a zakladatelem metody RUŠ, která podle něj umožňuje provádět vědomou a logickou práci s myšlenkami a emocemi; je autorem knihy Metoda RUŠ aneb Já to mám jinak. Metoda byla různými autoritami opakovaně označena jako pseudovědecká, neseriózní a potenciálně nebezpečná.

## Život
Narodil se v Praze-Podolí. V letech 1970–1973 vystudoval Odborné učiliště Tesla Hloubětín; byl vyučen v oboru mechanik elektronických zařízení. V letech 1973–1975 absolvoval Důstojnickou školu v Liptovském Mikuláši.
Z prvního manželství s Marcelou Nejedlou má dva syny Luďka a Davida. V roce 2006 se seznámil se svou druhou manželkou a budoucí spoluzakladatelkou společnosti RUŠ, s.r.o., Evou Nejedlou, roz. Poláčkovou.

## Metoda RUŠ
Nejedlý přišel s vlastní technikou práce se sebou, která se stala základním principem nové metody. Postupně vytvořil ucelený systém, který nazval metodou RUŠ – RUŠ je zkratka pro Rychlou a Účinnou změnu Skutečnosti. V roce 2014 napsal knihu Metoda RUŠ aneb Já to mám jinak, která obsahuje popis techniky, její vznik a praktický návod k použití.
Metoda není vědecky ověřenou psychoterapeutickou ani léčebnou metodou a jako taková byla opakovaně kritizována profesními organizacemi i jednotlivci:
- Českomoravská psychologická společnost zveřejnila stanovisko, že metodu Karla Nejedlého nelze považovat za seriózní psychologickou resp. psychoterapeutickou metodu.[1]
- podobně kritické stanovisko zaujímá i Slovenská komora psychológov.[2]
- psycholog Zbyněk Vybíral uvedl v rozhovoru pro univerzitní Magazín M metodu RUŠ jako příklad neseriózního přístupu k psychoterapii.[4]
- katolický kněz Vojtěch Kodet metodu nedoporučuje, ať už z toho důvodu, že její provozovatel nemá medicínské ani psychoterapeutické vzdělání, či proto, že se hlásí k inspiraci a používání praktik, které katolická církev považuje za okultní.[3]

Za vytvoření a propagaci metody RUŠ obdržel od Českého klubu skeptiků Sisyfos zlatý Bludný balvan v kategorii jednotlivců za rok 2020.